# 卡尔·威廉·彼得森
卡尔·威廉·彼得森（瑞典語：Carl Wilhelm Petersén，1884年3月28日—1973年10月3日），瑞典男子冰壶运动员。他曾代表瑞典参加1924年冬季奥林匹克运动会冰壶比赛，获得一枚银牌。